# جودا لويس
جودا لويس (بالإنجليزية: Judah Lewis)‏ (مواليد 22 مايو 2001) هو ممثل أمريكي بدأ مسيرته الفنية سنة 2014.

## الأعمال

### الأفلام
- ديموليشن (2015)
- كسر نقطة (2015)
- جليسة الأطفال (2017)

### المسلسلات
- سي إس آي: سايبر (2015، حلقة واحدة)

## وصلات خارجية
- جودا لويس على موقع IMDb (الإنجليزية)
- جودا لويس على موقع روتن توميتوز (الإنجليزية)
- جودا لويس على موقع ألو سيني (الفرنسية)
- جودا لويس على موقع قاعدة بيانات الفيلم (الإنجليزية)